# Circolo del Remo e della Vela Italia
Le Circolo del Remo e della Vela Italia (CRV Italia) est un club sportif italien, fondé à Naples en 1889, ce qui en fait un des plus anciens clubs sportifs de la ville.
Situé sur la Banchina Santa Lucia, il réunit une section d’aviron et une de voile.